# Сборная России по футболу (до 17 лет)
Юношеская сборная России по футболу до 17 лет — национальная футбольная команда России, представляющая Российскую Федерацию на юношеских турнирах. В эту сборную вызываются игроки не старше 17 лет (в 2023 году это рожденные не раньше 1 января 2005 года). Является двукратным чемпионом Европы (2006, 2013).

## История выступлений
В 1998 году сборная России, составленная из 16-летних футболистов, выступала на Всемирных юношеских играх в Москве и выиграла футбольный турнир, победив в финале Турцию со счётом 1:0.
Сборная России дважды становилась чемпионом Европы среди игроков не старше 17 лет (победы в 2006 году в Люксембурге и в 2013 году в Словакии), а также стала бронзовым призёром чемпионата Европы 2015 года в Болгарии.
Сборная России участвовала в чемпионате мира 2013 года в ОАЭ на правах чемпиона Европы, где дошла до стадии 1/8 финала, проиграв сборной Бразилии). Также она как бронзовый призёр квалифицировалась на чемпионат мира 2015 года, выбив попутно действовавших чемпионов Европы — англичан, но снова остановилась на пороге 1/8 финала, уступив сборной Эквадора.
Сборная России прошла отбор на чемпионат Европы 2019 года среди юниоров, но там не преодолела групповой этап, проиграв все три матча.
В 2022 году сборная была отстранена от участия в турнирах УЕФА и ФИФА.
26 сентября 2023 года исполком УЕФА заявил о том, что российские команды несовершеннолетних игроков будут допущены к соревнованиям в ходе начавшегося сезона. В связи с этим, исполком УЕФА обратился в администрацию УЕФА с целью поиска технического решения, позволяющего вернуть в турниры национальные команды РФ до 17 лет. По словам президента организации Александра Чеферина, запрет детям участвовать в соревнованиях нарушает их право на развитие и дискриминирует.

## Достижения

### Чемпионат Европы (до 16 лет)
| Год   | Стадия            | И                 | В                 | Н                 | П                 | ГЗ                | ГП                |
| ----- | ----------------- | ----------------- | ----------------- | ----------------- | ----------------- | ----------------- | ----------------- |
| 1992  | Отборочный турнир | Отборочный турнир | Отборочный турнир | Отборочный турнир | Отборочный турнир | Отборочный турнир | Отборочный турнир |
| 1993  | Групповой раунд   | 3                 | 0                 | 2                 | 1                 | 3                 | 4                 |
| 1994  | 1/4 финала        | 4                 | 2                 | 0                 | 2                 | 9                 | 6                 |
| 1995  | Отборочный турнир | Отборочный турнир | Отборочный турнир | Отборочный турнир | Отборочный турнир | Отборочный турнир | Отборочный турнир |
| 1996  | Отборочный турнир | Отборочный турнир | Отборочный турнир | Отборочный турнир | Отборочный турнир | Отборочный турнир | Отборочный турнир |
| 1997  | Отборочный турнир | Отборочный турнир | Отборочный турнир | Отборочный турнир | Отборочный турнир | Отборочный турнир | Отборочный турнир |
| 1998  | Групповой раунд   | 3                 | 0                 | 2                 | 1                 | 2                 | 3                 |
| 1999  | Групповой раунд   | 3                 | 1                 | 0                 | 2                 | 2                 | 3                 |
| 2000  | 1/4 финала        | 4                 | 3                 | 0                 | 1                 | 8                 | 6                 |
| 2001  | 1/4 финала        | 4                 | 1                 | 2                 | 1                 | 1                 | 2                 |
| Итого | 6/10              | 21                | 7                 | 6                 | 8                 | 25                | 24                |

### Чемпионат Европы (до 17 лет)
Турнир был основан изначально для сборных до 16 лет, а с 2002 году был заменен на возрастную категорию до 17 лет.
| Год   | Стадия             | И                  | В                  | Н                  | П                  | ГЗ                 | ГП                 |
| ----- | ------------------ | ------------------ | ------------------ | ------------------ | ------------------ | ------------------ | ------------------ |
| 2002  | Элитный раунд      | Элитный раунд      | Элитный раунд      | Элитный раунд      | Элитный раунд      | Элитный раунд      | Элитный раунд      |
| 2003  | Элитный раунд      | Элитный раунд      | Элитный раунд      | Элитный раунд      | Элитный раунд      | Элитный раунд      | Элитный раунд      |
| 2004  | Элитный раунд      | Элитный раунд      | Элитный раунд      | Элитный раунд      | Элитный раунд      | Элитный раунд      | Элитный раунд      |
| 2005  | Элитный раунд      | Элитный раунд      | Элитный раунд      | Элитный раунд      | Элитный раунд      | Элитный раунд      | Элитный раунд      |
| 2006  | Чемпионы           | 5                  | 3                  | 1                  | 1                  | 6                  | 5                  |
| 2007  | Элитный раунд      | Элитный раунд      | Элитный раунд      | Элитный раунд      | Элитный раунд      | Элитный раунд      | Элитный раунд      |
| 2008  | Элитный раунд      | Элитный раунд      | Элитный раунд      | Элитный раунд      | Элитный раунд      | Элитный раунд      | Элитный раунд      |
| 2009  | Элитный раунд      | Элитный раунд      | Элитный раунд      | Элитный раунд      | Элитный раунд      | Элитный раунд      | Элитный раунд      |
| 2010  | Элитный раунд      | Элитный раунд      | Элитный раунд      | Элитный раунд      | Элитный раунд      | Элитный раунд      | Элитный раунд      |
| 2011  | Элитный раунд      | Элитный раунд      | Элитный раунд      | Элитный раунд      | Элитный раунд      | Элитный раунд      | Элитный раунд      |
| 2012  | Элитный раунд      | Элитный раунд      | Элитный раунд      | Элитный раунд      | Элитный раунд      | Элитный раунд      | Элитный раунд      |
| 2013  | Чемпионы           | 5                  | 3                  | 2                  | 0                  | 4                  | 1                  |
| 2014  | Элитный раунд      | Элитный раунд      | Элитный раунд      | Элитный раунд      | Элитный раунд      | Элитный раунд      | Элитный раунд      |
| 2015  | Полуфиналисты      | 5                  | 2                  | 1                  | 2                  | 5                  | 4                  |
| 2016  | Элитный раунд      | Элитный раунд      | Элитный раунд      | Элитный раунд      | Элитный раунд      | Элитный раунд      | Элитный раунд      |
| 2017  | Элитный раунд      | Элитный раунд      | Элитный раунд      | Элитный раунд      | Элитный раунд      | Элитный раунд      | Элитный раунд      |
| 2018  | Отборочный раунд   | Отборочный раунд   | Отборочный раунд   | Отборочный раунд   | Отборочный раунд   | Отборочный раунд   | Отборочный раунд   |
| 2019  | Групповой раунд    | 3                  | 0                  | 0                  | 3                  | 5                  | 8                  |
| 2020  | Отменён            | Отменён            | Отменён            | Отменён            | Отменён            | Отменён            | Отменён            |
| 2021  | Отменён            | Отменён            | Отменён            | Отменён            | Отменён            | Отменён            | Отменён            |
| 2022  | Дисквалифицирована | Дисквалифицирована | Дисквалифицирована | Дисквалифицирована | Дисквалифицирована | Дисквалифицирована | Дисквалифицирована |
| Итого | 4/19               | 18                 | 8                  | 4                  | 6                  | 20                 | 18                 |

### Чемпионат мира (до 17 лет)
| Год   | Стадия               | Позиция              | И                    | В                    | Н                    | П                    | ГЗ                   | ГП                   |
| ----- | -------------------- | -------------------- | -------------------- | -------------------- | -------------------- | -------------------- | -------------------- | -------------------- |
| 1991  | Не квалифицировалась | Не квалифицировалась | Не квалифицировалась | Не квалифицировалась | Не квалифицировалась | Не квалифицировалась | Не квалифицировалась | Не квалифицировалась |
| 1993  | Не квалифицировалась | Не квалифицировалась | Не квалифицировалась | Не квалифицировалась | Не квалифицировалась | Не квалифицировалась | Не квалифицировалась | Не квалифицировалась |
| 1995  | Не квалифицировалась | Не квалифицировалась | Не квалифицировалась | Не квалифицировалась | Не квалифицировалась | Не квалифицировалась | Не квалифицировалась | Не квалифицировалась |
| 1997  | Не квалифицировалась | Не квалифицировалась | Не квалифицировалась | Не квалифицировалась | Не квалифицировалась | Не квалифицировалась | Не квалифицировалась | Не квалифицировалась |
| 1999  | Не квалифицировалась | Не квалифицировалась | Не квалифицировалась | Не квалифицировалась | Не квалифицировалась | Не квалифицировалась | Не квалифицировалась | Не квалифицировалась |
| 2001  | Не квалифицировалась | Не квалифицировалась | Не квалифицировалась | Не квалифицировалась | Не квалифицировалась | Не квалифицировалась | Не квалифицировалась | Не квалифицировалась |
| 2003  | Не квалифицировалась | Не квалифицировалась | Не квалифицировалась | Не квалифицировалась | Не квалифицировалась | Не квалифицировалась | Не квалифицировалась | Не квалифицировалась |
| 2005  | Не квалифицировалась | Не квалифицировалась | Не квалифицировалась | Не квалифицировалась | Не квалифицировалась | Не квалифицировалась | Не квалифицировалась | Не квалифицировалась |
| 2007  | Не квалифицировалась | Не квалифицировалась | Не квалифицировалась | Не квалифицировалась | Не квалифицировалась | Не квалифицировалась | Не квалифицировалась | Не квалифицировалась |
| 2009  | Не квалифицировалась | Не квалифицировалась | Не квалифицировалась | Не квалифицировалась | Не квалифицировалась | Не квалифицировалась | Не квалифицировалась | Не квалифицировалась |
| 2011  | Не квалифицировалась | Не квалифицировалась | Не квалифицировалась | Не квалифицировалась | Не квалифицировалась | Не квалифицировалась | Не квалифицировалась | Не квалифицировалась |
| 2013  | 1/8 финала           | 16                   | 4                    | 1                    | 0                    | 3                    | 5                    | 5                    |
| 2015  | 1/8 финала           | 10                   | 4                    | 2                    | 1                    | 1                    | 6                    | 5                    |
| 2017  | Не квалифицировалась | Не квалифицировалась | Не квалифицировалась | Не квалифицировалась | Не квалифицировалась | Не квалифицировалась | Не квалифицировалась | Не квалифицировалась |
| 2019  | Не квалифицировалась | Не квалифицировалась | Не квалифицировалась | Не квалифицировалась | Не квалифицировалась | Не квалифицировалась | Не квалифицировалась | Не квалифицировалась |
| 2021  | Отменён              | Отменён              | Отменён              | Отменён              | Отменён              | Отменён              | Отменён              | Отменён              |
| 2023  | Дисквалифицирована   | Дисквалифицирована   | Дисквалифицирована   | Дисквалифицирована   | Дисквалифицирована   | Дисквалифицирована   | Дисквалифицирована   | Дисквалифицирована   |
| Всего | 2/14                 |                      | 8                    | 3                    | 1                    | 4                    | 11                   | 10                   |